# Hans-Udo von Tresckow
Hans-Udo von Tresckow (* 25. Juni 1893 in Wohlau in Schlesien; † 15. Januar 1955 in Bückeburg) war ein deutscher Konteradmiral der Kriegsmarine.

## Leben

### Herkunft
Hans-Udo von Tresckow war ältester Sohn von Wilhelm Hermann Emil von Tresckow (* 1861) und Gudrun, geb. Lentz (* 1871).

### Militärkarriere
Hans-Udo von Tresckow trat am 1. April 1912 in die Kaiserliche Marine ein. Bis August 1914 war er als Fähnrich zur See auf der Freya, kam dann bis November 1914 auf die Friedrich Carl und für einen Monat auf die Fürst Bismarck. Anschließend war er, später als Leutnant zur See, bis November 1916 unterbrochen durch einen Torpedooffizier-Lehrgang von Mai bis Juli 1915 auf der Deutschland, auf welcher er die Skagerrakschlacht erlebte. Er absolvierte bis Februar 1917 eine Ausbildung an der U-Bootsschule. Er diente dann bis Juni 1917 als Wachoffizier auf der U 2, dann bis Juni 1918 auf der UB 48. Am 25. Dezember 1917 wurde er Oberleutnant zur See. Er wurde in Spanien bis Kriegsende interniert.
Nach der Rückkehr nach Deutschland wurde er in die Reichsmarine übernommen und am 1. Oktober 1923 Kapitänleutnant. 1930 war er als Artillerieoffizier auf der Emden.
1936, ab dem 1. April 1936 Fregattenkapitän, war er Kommandant der Befestigungen der Emsmündung auf Borkum. Am 1. Oktober 1937 wurde er zum Kapitän zur See befördert und war von da an bis August 1942 Direktor des Artillerieressorts der Kriegsmarinewerft Wilhelmshaven. Anschließend war er in Le Havre von August 1942 bis zur kriegsbedingten Auflösung Kommandant der Seeverteidigung Seine-Somme. Am 1. November 1942 wurde er Konteradmiral. Im September 1944 kam die gesamte Dienststelle in alliierte Kriegsgefangenschaft. Von 22. September 1944 bis 25. Oktober 1944 war er als Kriegsgefangener in Trent Park. Am 13. Januar 1947 wurde er repatriiert.
Mit den in Trent Park abgehörten Gesprächen kamen die Briten zum Schluss, dass Tresckow sich gezwungen sah, an den deutschen Sieg zu glauben und auch die ihm gegebenen Befehle einhalten zu müssen. Eigentlich wollte er nicht in Le Havre bleiben und die Zerstörung des Hafens durchführen, hatte aber den Befehl dazu erhalten und dies dann doch durchgeführt. Zusätzlich verharmloste er Kriegsverbrechen, die nach seiner Aussage von Einzelnen verübt worden seien.